# Базюк Костянтин Миколайович
Костянти́н Микола́йович Базю́к — сержант Збройних сил України, учасник російсько-української війни.

## З життєпису
Сержант за контрактом. Командир БМП механізованої роти механізованого батальйону, 28-ма механізована бригада.

## Нагороди
31 жовтня 2014 року за особисту мужність і героїзм, виявлені у захисті державного суверенітету та територіальної цілісності України, вірність військовій присязі під час російсько-української війни, відзначений — нагороджений орденом «За мужність» III ступеня.